# 曼努埃尔·佩莱格里尼
曼努埃尔·路易斯·佩莱格里尼·里帕蒙蒂（西班牙語：Manuel Luis Pellegrini Ripamonti，1953年9月16日—）生於智利圣地亚哥，前足球运动员，退役後擔任主教练。他拥有土木工程师证书，所以被暱稱为“工程师”、“佩工”或是谐音为“沛公”。

## 球员生涯
作为一名足球运动员，他在智利大学队担任中后卫位置。其國家隊生涯並不豐富，僅曾於1986年代表智利國家隊一次。

## 执教生涯
执教期间佩莱格里尼主要辗转於智利和阿根廷。圣洛伦索在其执教期间获得了俱乐部首个国际赛事的锦标。后佩莱格里尼前往欧洲执教了比利亞雷阿爾和皇家马德里等球队。

### 在智利的执教
佩莱格里尼执教的第一个球队时他的母队智利大学，不过经过了令人失望的表现后，他离开了这家智利最大的足球俱乐部。之后他又去往帕莱斯蒂诺、奥希金斯等球队，不过还是在阿根廷的圣洛伦索的成功经历令他成名。

### 比利亞雷阿爾
2004年7月1日佩莱格里尼来到西班牙球会比利亞雷阿爾，西甲的首个赛季他带领队球获得了联赛第三名，进军次赛季欧洲冠军联赛，并且在欧洲联盟杯中晋级到四分之一决赛。之后的一年球队打进了2005/06赛季欧洲冠军联赛的半决赛，负於英超球隊阿森纳，該季西甲联赛排名第七。而后的两个赛季球队分别排名联赛的第五位和亚军，亚军已经是比利亞雷阿爾的联赛历史最佳成绩。08-09赛季比利亞雷阿爾再一次在欧冠淘汰赛中总比分1比4负於阿森纳，联赛获得了第五名。
2007年底俱乐部与其需签了合同，并且增加了每赛季400万欧元的违约金。

### 皇家马德里
2009年6月1日佩莱格里尼被任命为皇家马德里新任主帅，为此皇马俱乐部为提前一年结束合同的比利亞雷阿爾支付了400万欧元的违约金。
虽然在这个赛季里球队先後收購兩屆世界足球先生卡卡和基斯坦奴·朗拿度，聯賽也拿到了本队历史上西甲最高的积分(96分)，但是由于死敌巴塞罗那的过于强势最终还是以3分之差旁落冠军，皇馬在歐聯16強被里昂淘汰，西班牙盃更在首圈遭第三組別球隊艾高干以4:1淘汰出局﹔在皇马的唯一一个赛季里佩莱格里尼没能帮助皇马拿到任何一个锦标，最终于2010年5月26日被俱乐部解除了合同。

### 马拉加
2010年夏天佩莱格里尼收到了墨西哥国家队的邀请担任主帅，不过他最终选择与新兴俱乐部马拉加签约三年。2012/13賽季期間，由於馬拉加資方拖欠薪金，被歐洲足協禁止參加歐洲賽事一個球季，令佩莱格里尼萌生去意。

### 曼城
2013年6月14日，英超曼城队官网宣布佩莱格里尼成为球队新任主教练。其在曼城俱乐部执教三个赛季的胜率高居英超历史第五位。

### 河北华夏幸福
2016年8月27日，中超河北华夏幸福足球俱乐部宣布佩莱格里尼接替李铁成为球队新任主教练。

### 西汉姆联
2018年5月22日，英超西汉姆联官方宣布智利名帅佩莱格里尼成为球队的新主帅。由於成績不理想，在2019年12月28日球隊以2:1輸給李斯特城後被辭退，當時球隊僅比排18名球隊多1分，陷入降班邊緣。

## 执教荣誉
智利天主教大学 Universidad Católica
- 美洲洲际杯冠军：1994年 (1998年后该赛事已停办)
- 智利杯冠军：1995年

厄瓜多尔基多体育大学 LDU Quito
- 厄瓜多尔足球甲级联赛冠军：1999年

阿根廷圣洛伦索 San Lorenzo
- 阿根廷足球甲级聯賽2000-2001年秋季冠军
- 南方共同市场杯冠军：2001年（2002年该项赛事被南美杯取代）

阿根廷河床竞技 River Plate
- 阿根廷足球甲级聯賽2002-2003年秋季冠军

西班牙比利亞雷阿爾 Villarreal
- 欧洲足联国际托托杯冠军: 2004年 (2009年起该项赛事废除)

英格兰曼城 Manchester City
- 英格兰足球超级联赛冠军:2013-2014
- 英格兰联赛杯冠军:2013-2014，2015-2016

西班牙皇家貝提斯 Real Betis
- 西班牙國王盃冠軍：2021–22賽季

## 执教统计
| 球队         | 国家   | 从           | 至            | 记录 | 记录 | 记录 | 记录 | 记录   |
| 球队         | 国家   | 从           | 至            | 場數 | 胜   | 平   | 負   | 得勝率 |
| ------------ | ------ | ------------ | ------------- | ---- | ---- | ---- | ---- | ------ |
| 比利亞雷阿爾 | 西班牙 | 2004年7月1日 | 2009年5月31日 | 259  | 123  | 72   | 64   | 47.49  |
| 皇家馬德里   | 西班牙 | 2009年6月1日 | 2010年5月26日 | 57   | 43   | 6    | 8    | 75.44  |